# الحاج علي (رحالة)
حاج علي أو كما عرف هاي جولي ( بالإنجليزية:Hi Jolly) (بالتركية: Hacı Ali)، المعروف أيضًا باسم فيليب تيدرو (ولد ق. 1828 )، كان أحد الرعايا العثمانيين من أصل عربي سوري ويوناني. وفي عام 1856 أصبح واحدًا من أوائل سائقي الجمال الذين استأجرهم الجيش الأمريكي لقيادة تجربة الجمال في الجنوب الغربي لولايات المتحدة الامريكية.

## السيرة شخصية
ولد علي باسم فيليب تيدرو في سميرنا حوالي عام 1828، لأم يونانية وأب سوري عربي مسيحي . عندما كان شابًا بالغًا، اعتنق الإسلام. بعد ذهابه إلى مكة لأداء مناسك الحج، فأطلق على نفسه اسم الحاج علي. عاد لاستخدام فيليب تيدرو في فترة لاحقه من حياته.
بدأ حياته ببادية الشام بالفترة العثمانية، يعمل فيها كمربي ومدرب للإبل باطراف البوادي. خدم فيما بعد مع الجيش الفرنسي في الجزائر العاصمة قبل أن يتم التعاقد معه كسائق أبل لصالح الجيش الأمريكي عام 1856.
عمل الجيش الامريكي على استجار عدة رعاة لإدخال الجمال كحيوانات لنقل البضائع عبر الصحراء الأمريكية . وكان ثمانية من الرجال – على رأسهم علي نفسه – من ذو الاصل اليوناني. وصلوا إلى ميناء إنديانولا في مقاطعة كالهون، تكساس على متن سفن النقل التابعة لبحرية الامريكية .  نقلاً من كتاب "Go West Greek George" بقلم ستيفن دين باستيس، يشار لاسماء الرجال الثمانية. هؤلاء الرواد هم يورجوس كارالامبو (عرف فيما بعد باسم جورج اليوناني)، حاج علي (هاي جولي، المعروف أيضًا باسم فيليب تيدرو)، ميميكو تيودورا (ميكو)، هادجياتيس ياناكو (توم الطويل)، أناستاسيو كورالي (توم القصير)، ميشيل جورجيوس، ياني إلياتو، وجورجيوس كوستي. حصل الأمريكيون على ثلاثة جمال في تونس، وتسعة من مصر، و21 في سميرنا : 33 جملاً بالمجمل. كان علي هو سائق الجمال الرئيسي خلال تجربة الجيش الأمريكي مع فيلق الجمال في استخدام الجمال كوسيلة لنقل في الصحاري الجافة في الجنوب الغربي لولايات المتحدة . بعد اكمالهم لرحلة ذهاب وإياب من تكساس إلى كاليفورنيا، اثبتت التجربة فشلها، ويرجع ذلك جزئيًا إلى مشكلة أن الحمير والخيول والبغال التابعة للجيش كانت تخشى الحيوانات الكبيرة، وغالبًا ما كانت تصاب بالذعر عند رؤيته لجمال، بالاضافة إلى ان توترات الحرب الأهلية الأمريكية أدت إلى عدم موافقة الكونجرس على المزيد من التمويل لفيلق. في عام 1864، تم أخيرًا بيع كافة الجمال بمزاد علني في بنيسيا، كاليفورنيا، وكامب فيردي، تكساس . تم تسريح علي من قسم التموين بالجيش الأمريكي في فورت ماكدويل في عام 1870.
أدار علي بعد ذلك خدمة شحن بين نهر كولورادو ومؤسسات التعدين في الشرق، مستخدمًا الجمال القليلة التي اشتراها. لكن عمله لم ينجح، وأطلق جماله في الصحراء بالقرب من جيلا بيند . أصبح مواطنًا أمريكيًا في عام 1880، واستخدم اسم ميلاده فيليب تيدرو عندما تزوج من جيرتروديس سيرنا في توكسون، أريزونا. كان لديهم طفلان.  في عام 1885، تم تعيين علي مرة أخرى من قبل الجيش الأمريكي في أريزونا، وعمل مع البغال لصالح الجنرال جورج كروك أثناء حملة جيرونيمو .
أكسب عمل الحاج علي في فيلق الإبل الأمريكي شهرة كبيرة باعتباره أسطورة تسير بين الاحياء قبل وفاته في أريزونا . 
في سنواته الأخيرة، كان علي قد انتقل إلى كوارتزسيت، أريزونا، حيث كان يقوم بالتعدين ويقوم أحيانًا بالاستطلاع لصالح الحكومة الأمريكية. توفي عام 1902 ودفن في مقبرة كوارتزسيت.

## نصبه التذكاري
في عام 1935، خصص حاكم أريزونا بنيامين مور نصبًا تذكاريًا تخليداً للحاج علي وفيلق الجمال في مقبرة كوارتزسيت. النصب التذكاري الموجود عند قبره، عبارة عن هرم مبني من الحجارة المحلية ويعلوه جمل نحاسي، وهو مدرج في السجل الوطني للأماكن التاريخيةالامريكية. النصب التذكاري هو الموقع الأكثر زيارة في كوارتزسيت.[بحاجة لمصدر]

## إرثه
- الأغنية الشعبية "Hi Jolly" مبنية على مآثر الحاج علي.
- فيلم  Southwest Passage ، الذي صور فيه مارك هانا الحاج علي، وفيلم Hawmps! قام بدوره جينو كونفورتي، كانت مبنية على تجربة الجمال.
- رواية"Hi Jolly" لمؤلف كتب الأطفال جيم كيلغارد، اذ تغطي قصته بشكل خيالي لناشئين من القراء. [9]
- ظهرت نسخة خيالية مستوحات قليلاً من الحاج علي في كوميكس لاكي لوك عام 1982.
- يحكي كتاب الأطفال "Route 66" الصادر عام 2018 للكاتب فريديريك ماريه عن تجربة الجمل والحاج علي.
- تتضمن رواية lnland شخصية مستوحاة من الحاج علي.

## روابط خارجية
- الموقع الرسمي لمدينة كوارتز: قبر "هاي جولي"
- الحاج علي (رحالة) على موقع فايند أغريف
- صحيفة Out West : تذكر فيلق الجمال الأمريكي في كوارتزسيت، أريزونا نسخة محفوظة 5 كانون الثاني , 2005 على موقع واي باك مشين.
- فيليب تيدرو في خدمة الاتصالات الهيلينية
- الأطلس الغامض
- أغنية "هاي جولي تؤديها نيو كريستي مينستريلز على موقع يوتيوب